# Enkainid
Az enkainid (INN: encainide) a szívritmuszavar elleni szerek I.C osztályába tartozó gyógyszer. Ma már ritkán használják.

## Története
Az 1960-as években derült ki, hogy a szívinfarktus utáni kamrai extraszisztólék (két szabályos szívdobbanás közötti szabálytalan ütések) hirtelen halálra hajlamosítanak. Az I.C osztályú szereket az extraszisztólék ellen fejlesztették ki.
Bár a szerek az extraszisztólék ellen hatékonynak bizonyultak, a klinikai tapasztalatok azt igazolták, hogy ennek dacára növelik a halálozási arányt. Ma már szívinfarktus után nem is szabad I.C osztályú gyógyszert alkalmazni.
Extraszisztólék egészséges szívizomzatú betegekben is előfordulnak, sőt, elég gyakoriak. 40 éves kor alatt az óránkénti 100, e felett a 200 extraszisztóle még normálisnak tekinthető. Terhelés hatására az extraszisztólék száma nő, különösen annak kezdetén.
Az I.C osztályú szereket csak egészséges szívizomzatú betegeknél alkalmazzák, akiknek az extraszisztólék komoly panaszokat okoznak.

## Készítmények[1]
- Enkaid

Magyarországon nincs forgalomban enkainid-tartalmú készítmény.

## Fordítás
- Ez a szócikk részben vagy egészben  az   Encainide című angol Wikipédia-szócikk fordításán alapul.  Az eredeti cikk szerkesztőit annak laptörténete sorolja fel. Ez a jelzés csupán a megfogalmazás eredetét és a szerzői jogokat jelzi, nem szolgál a cikkben szereplő információk forrásmegjelöléseként.